# Tribunal militaire international pour l'Extrême-Orient

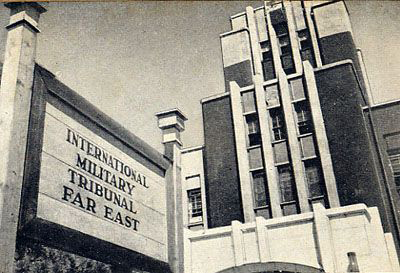
Le Tribunal militaire international pour l'Extrême-Orient dans le quartier d'Ichigaya à Tokyo.

Le Tribunal militaire international pour l'Extrême-Orient, en abrégé TMIEO, aussi nommé Tribunal de Tokyo, Tribunal militaire de Tokyo, est créé le 19 janvier 1946 pour juger les grands criminels de guerre japonais de la Seconde Guerre mondiale lors du procès de Tokyo.

## L'origine de sa création
La création du TMIEO n'est qu'une des pièces d'un ensemble plus vaste de mesures prises pour réprimer les crimes de guerre. On doit citer d'abord le cas du général Tomoyuki Yamashita, condamné à mort le 7 décembre 1945 et exécuté aux Philippines le 23 février 1946 ; on parle d'un précédent en jurisprudence internationale, dénommé « responsabilité du commandement » ou « norme Yamashita ». Le général Masaharu Honma, extradé aux Philippines, y fut également exécuté le 3 avril 1946. Au Japon, des criminels de guerre de classe B (comme Soemu Toyoda) et C furent jugés à Tokyo et à Yokohama. Hiroshi Tamura fut condamné à huit ans de prison en février 1949.
Entre janvier 1946 et décembre 1948, les Britanniques conduisirent 304 procès, concernant 909 accusés qui aboutirent à 222 condamnations à mort.

### Les grands textes
Dès 1942, par la déclaration de Saint-James, les représentants de dix-huit nations avaient affirmé leur volonté de poursuivre les criminels de guerre dans le cadre d'une juridiction internationale. Mais cette déclaration, toute de principe, n'avait en vue que les crimes commis par les troupes nazies sur le théâtre d'opération européen, ce qui fit réagir le représentant chinois à Londres. À l'occasion de la déclaration de Moscou, les ministres des Affaires étrangères des États-Unis, de la Grande-Bretagne et de l'URSS réaffirment cette volonté de justice. Les crimes perpétrés par les armées japonaises n'y sont toujours pas pris en considération. La déclaration de Moscou pose toutefois un principe qui soutiendra ultérieurement la création du tribunal militaire international pour l'Extrême-Orient : il y était en effet précisé que ceux qui avaient commis des crimes sans localisation précise devraient être punis par une décision conjointe des Alliés. Une commission des crimes de guerre des Nations-Unies est d'ailleurs mise en place à cette époque pour répertorier les criminels de guerre ; mais ce n'est qu'au printemps 1944 que la Commission spécialement dédiée à l'Extrême-Orient et au Pacifique commencera à établir la liste des suspects.
C'est finalement à la proclamation de Potsdam du 26 juillet 1945, que les représentants des États-Unis, de la Grande-Bretagne et de la Chine, rendant publiques les conditions d'une reddition du Japon, firent spécifiquement connaître leur intention de conduire en justice les criminels de guerre japonais (l'URSS, toujours liée au Japon par un traité de non-agression, s'était abstenue de prendre part à cette décision).
Le 6 août c'est le bombardement d'Hiroshima, le 9 août, c'est celui de Nagasaki et l'entrée en guerre de l'Union Soviétique contre le Japon ; le 10 août le Japon fait savoir qu'il accepte les termes de la déclaration de Potsdam à l'exception des dispositions qui viseraient l'empereur ; le 14 le Japon fait connaître sa pleine acceptation de la déclaration de Potsdam : le 15 c'est l'allocution de l'empereur (Gyokuon-hōsō).
Le 25 août 1945 la Commission des crimes de guerre des Nations unies — UNWCC — avait publié ses recommandations concernant la poursuite des criminels de guerre japonais Draft Summary of Recommandations concerning Japanese War Crimes and Atrocities. Au sein de l'UNWCC, le Comité pour l'Extrême-Orient fut à l'origine de la création d'un sous-comité chargé de la poursuite des criminels de guerre japonais ; créé en mai 1944, celui-ci s'établit à Chungking/Chongqing le 11 octobre 1944, puis à Nankin ; ce sous-comité - sur lequel on ne dispose que de peu d'informations - dressa lui-même une liste de suspects, qui fut augmentée des noms d'autres personnes signalées par les diverses autorités militaires ; il publia trente-six listes portant en tout sur 3 147 suspects World War II in Asia and the Pacific and the War's aftermath, with general themes de Loyd E. Lee.
Le 29 août 1945, dans le cadre du document qui devait définir la politique générale des États-Unis au Japon, le Comité Interarmes (State War Navy Coordinating Committee — SWNCC —) évoque la poursuite des criminels de guerre. Ce document — SWNCC150/4 — sera approuvé par Truman le 6 septembre, et rendu public le 22 US Initial Post-Surrender Policy for Japan (en).
Alors que les premiers éléments avancés des forces américaines ont pris pied au Japon le 30 août, la reddition japonaise est signée le 2 septembre sur l'USS Missouri. Les actes de capitulation du Japon évoquent la question des crimes de guerre.

### La mise en place du tribunal
Les Américains entrent à Tokyo le 8 septembre.
Le 11 septembre 1945, le Commandant suprême des forces alliées (ou SCAP, Supreme Commander of the Allied Power), Douglas MacArthur, fait procéder à l'arrestation de trente-neuf suspects dont le général Hideki Tojo. Ce même jour il ordonne la dissolution du Quartier Général de l'Armée Japonaise — mais le ministère de la guerre est encore maintenu ; la veille la censure avait été instaurée par la directive SCAPIN 16 (connue sous le nom de "Freedom of Speech and Press" directive) : dans les jours qui suivirent, le SCAP s'opposera à la publication de la liste des personnes recherchées pour crime de guerre dans les journaux japonais,).
Le 6 octobre 1945 (on trouve aussi le 8 octobre) le Comité Interarmes enjoint à MacArthur de mettre en place les moyens de juger les criminels de guerre les plus importants ; cela visait les personnes suspectées d'avoir elles-mêmes planifié la guerre, violé des traités ou qui ont participé à une conspiration visant à la réalisation de ces mêmes crimes. La directive précisait également que les faits examinés en vue du jugement pourraient remonter jusqu'au 4 juin 1928, date de l'assassinat de Chang Zolin. Ces instructions adressées au SCAP, ainsi que le mémorandum qui y était joint, ne furent communiqués aux alliés que vers la fin octobre.
Les 12 et 14 novembre 1945 la Commission des crimes de guerre établit une liste de personnes suspectes.
Le 19 novembre, MacArthur ordonne une série d'arrestations.
Le 30 novembre 1945 Joseph Keenan est nommé Procureur en chef par le président Truman. Arrivé à Tokyo le 6 décembre — accompagné de trente-neuf collaborateurs — Keenan recueille documents et témoignages ; c'est aussi lui qui élabore la Charte du Tribunal militaire international pour l'Extrême-Orient.
Le 5 décembre 1945, publication des règles devant régir le procès des personnes accusées de crime de guerre.
Le 3 décembre, MacArthur fait procéder à une troisième vague d'arrestation. Parmi les personnes arrêtées figurent notamment des membres de la cour impériale, ce qui fit forte impression au Japon. Devançant sa probable arrestation, le prince Fumimaro Konoe se suicida le 16 décembre. À la fin de l'année 1945, parmi les 1200 personnes arrêtées dans le cadre de cette procédure, ce sont 80 personnes qui devaient répondre d'accusation de crime de guerre de catégorie A.
Le 27 décembre 1945, une déclaration des ministres des Affaires étrangères des États-Unis, du Royaume-Uni et de l'URSS reconnaissent au SCAP l'entière autorité pour mener à bien les dispositions arrêtées par l'acte de reddition.

## La Charte
Le 19 janvier 1946, la Charte est promulguée par le Commandement suprême des forces alliées.

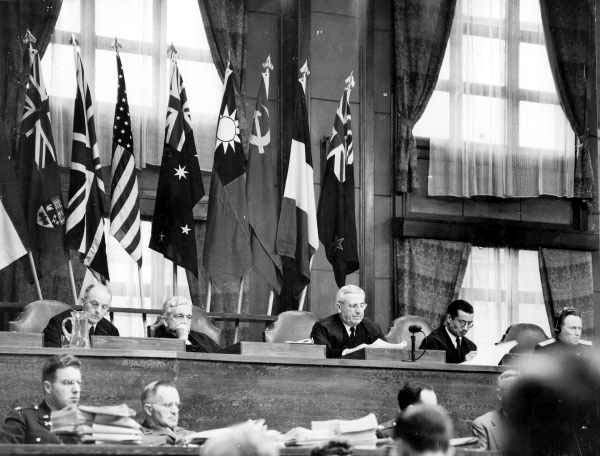
Des juges du Tribunal représentant la Grande-Bretagne, les États-Unis, l'Australie (juge en chef Webb), la Chine et l'URSS

### Pour juger des crimes de guerre majeurs
En son article premier, la charte pose que Tribunal militaire international pour l'Extrême Orient est établi afin de procéder au jugement rapide et équitable, des criminels de guerre majeurs ; son siège permanent étant à Tokyo.
La nature des crimes soumis à la juridiction du tribunal est précisée dans son article 5. Si le Tribunal pourra juger de toute accusation de crime de guerre, les prévenus qui lui seront présentés devront nécessairement être accusés de crime de guerre de classe A.
- Classe A : crimes contre la paix, visait uniquement les hautes sphères du pouvoir et ceux qui avaient planifié et dirigé la guerre.
- Classe B : crimes de guerre conventionnels.
- Classe C : crimes contre l'humanité.

Cette classification est quasiment identique à celle établie par la Charte de Londres du Tribunal militaire international qui faisait l'objet de l'Accord de Londres du 8 août 1945 et qui avait été conçue pour le Procès de Nuremberg
En matière de crime contre l'humanité, les définitions s'appliquant à Nuremberg et à Tokyo diffèrent : alors qu'à Nuremberg il ne concernait que les populations civiles, à Tokyo, cette précision a disparu : les prisonniers de guerre sont ainsi également « couverts » par cette définition.
Une autre différence avec Nuremberg : l'absence de poursuites contre des organisations en tant que telles.
La notion de crime contre l'humanité fut précisée par la résolution des Nations-Unies du 13 février 1946 : crime commis en exécution d'un plan concerté visant à détruire une communauté dans son ensemble. Par ailleurs, parallèlement au procès qui se met en place, le SCAP organise l'épuration de la société japonaise par la directive du 4 janvier 1946.

### Un collège de juges et de procureurs internationaux

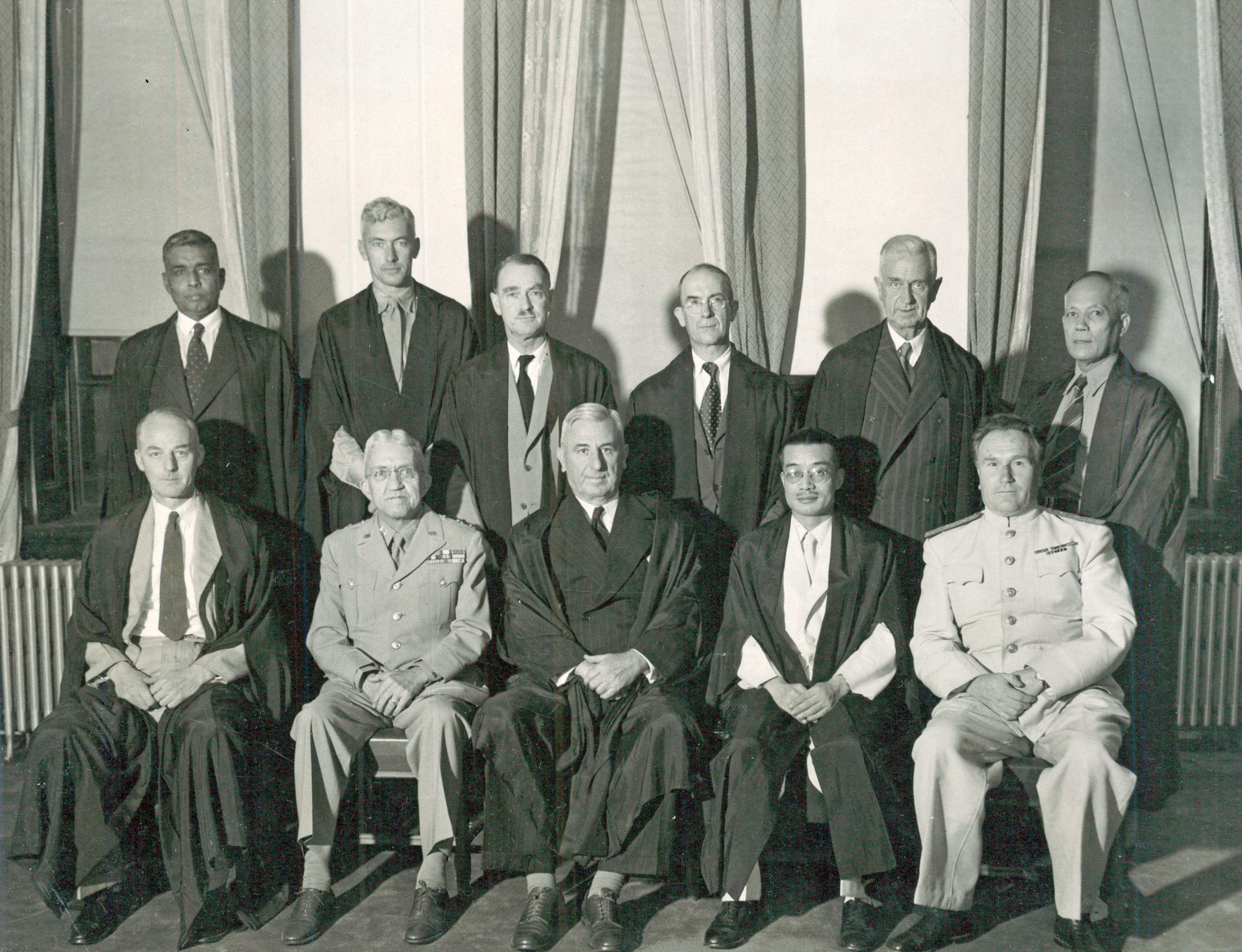
Les 11 juges le 29 juillet 1946.

L'article 2 de la Charte définit la composition du collège des juges. Limité d'abord à neuf juges - autant que des pays signataires de l'Acte de reddition – le nombre de juges fut porté à onze. Ce même jour, la FEC demande que l'Inde et les Philippines soient représentées chacune par un juge au tribunal (le 24 avril, le secrétariat du tribunal prenant acte de cette décision demandera à ces deux pays de désigner chacun un juge ; l'article II de la Charte sera amendé en conséquence le 26 avril à 11 juges pour inclure l'Inde et les Philippines.
À la suite de la promulgation de la Charte, MacArthur enjoignit aux membres de la Commission d'Extrême-Orient de lui proposer le nom d'un juge et d'un procureur adjoint avant le 5 janvier 1947. Les propositions concernant les juges lui parviendront le 15 février 1946 : MacArthur les désigne le jour même. Il s'agit de John P. Higgins (en) (remplacé ensuite par Myron C. Cramer (en)) pour les États-Unis, Ivan Zarayanov (en) pour l'Union Soviétique, Lord Patrick (en) pour le Royaume-Uni, Henri Reimburger (remplacé ensuite par Henri Bernard) pour la France, Bert Röling (en) pour les Pays-Bas, MeiJu Hao (en) pour la Chine, William Webb (en) pour l'Australie, Erima Northcroft (en) pour la Nouvelle-Zélande et Stuart Mac Dougall pour le Canada. Enfin, le 20 février, il nomme le juge Webb président du tribunal.
Devant les protestations de l'Inde et des Philippines, qui ne sont pas représentées au tribunal (membres de la Commission d'Extrême Orient, ces pays n'étaient pas signataires de l'acte de reddition — pour la bonne raison qu'ils n'accédèrent à l'indépendance qu'en 1947 et 1946), MacArthur promulgue un amendement à la Charte le 6 avril 1946 qui fixe le nombre de juges à onze et non plus à neuf : Radhabinod Pal représentera l'Inde et Delfin Jaranilla (en) les Philippines.
La Charte précisait, dans son article 8, que toutes les nations ayant été en guerre contre le Japon avaient la faculté de désigner un procureur adjoint. Seules les onze nations de la Commission d'Extrême-Orient le feront : Arthur Comyns Carr (G.B.), Hsiang Che-Chun (Chine), Frederick Borgerhoff-Mulder (Pays-Bas), Robert Oneto (France), Alan Mansfield (Australie), Henri Nolan (Canada), Ronald Quillian (Nouvelle Zélande), P. Govinda Menon (Inde), Pedro Lopez (Philippines) et enfin Sergei Alexandrovitch (URSS). Ainsi, de trente-neuf Américains, le pool de procureurs connu sous le nom de International Prosecution Section put passer à un groupe multinational de cinq cents personnes (juristes, sténographes et employés confondus).

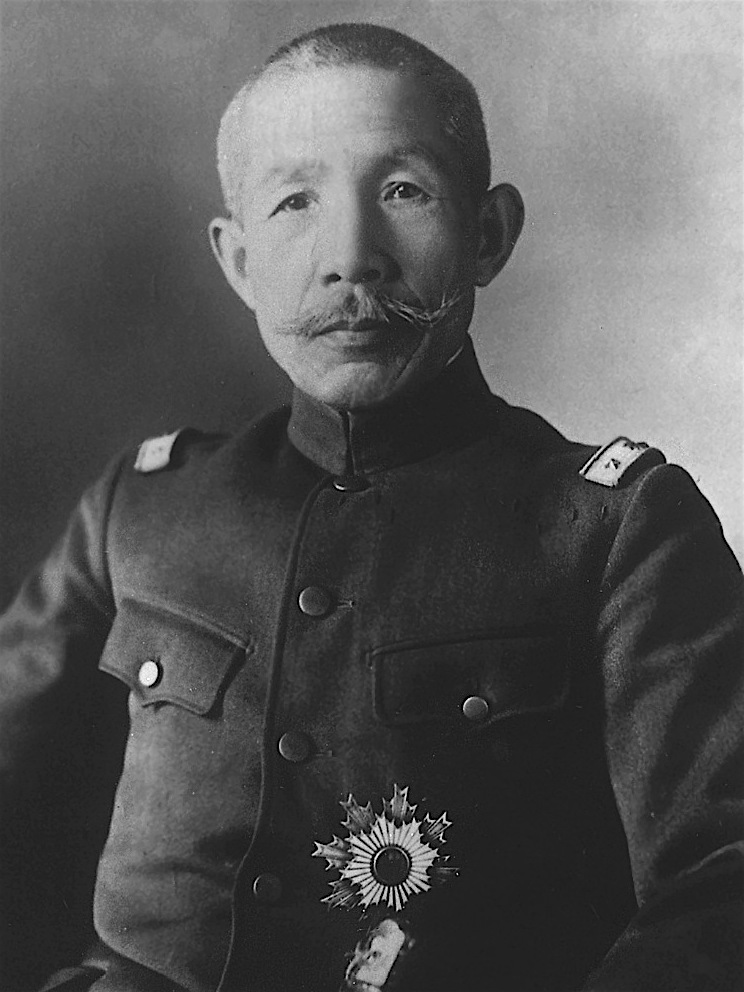
Sadao Araki, ministre de l'Armée, ministre de l'Éducation dans le cabinet Konoe et l'un des principaux théoriciens du régime shôwa.

## Vingt-huit prévenus
Le Tribunal visait trois catégories de personnes différentes :
- les hauts responsables ;
- les officiers militaires ;
- les officiers de grades inférieurs.

Plusieurs personnes ne comparurent pas devant le tribunal, en raison de leurs appuis ou des informations qu'ils détenaient.
Les procureurs adjoints et des représentants de l'administration américaine formèrent un comité exécutif chargé de choisir parmi les 80 prévenus lesquels seraient présentés au tribunal. Au bout de dix semaines et de longs débats, le Comité arrêta d'abord une liste de vingt-six personnes, qui dut être modifiée devant l'insistance du procureur soviétique tardivement intégré au Comité. Réclamés par les soviétiques, le général Umezu et le ministre Shigemitsu — signataires de l'acte de reddition — seront arrêtés et internés à la prison de Sugamo : ce seront donc 28 personnes qui devront comparaître devant le Tribunal (19 militaires et 9 civils) :
- quatre Premiers ministres : Kiichiro Hiranuma, Koki Hirota, Kuniaki Koiso, Hideki Tōjō ;
- trois ministres des Affaires étrangères : Yosuke Matsuoka, Mamoru Shigemitsu, Shigenori Tōgō ;
- quatre ministres de la Guerre : Sadao Araki, Shunroku Hata, Seishirō Itagaki, Jirō Minami ;
- deux ministres de la Marine : Osami Nagano, Shigetaro Shimada ;
- six généraux : Kenji Doihara, Heitarō Kimura, Iwane Matsui, Akira Mutō, Kenryo Sato, Yoshijiro Umezu ;
- deux ambassadeurs : Hiroshi Oshima, Toshio Shiratori ;
- trois hommes d'affaires ou trafiquants de drogue : Naoki Hoshino, Okinori Kaya, Teiichi Suzuki ;
- le garde des sceaux Kōichi Kido ;
- le théoricien radical : Shūmei Ōkawa ;
- un amiral : Takasumi Oka ;
- un colonel : Kingoro Hashimoto.

Au début de la procédure il était prévu de présenter au tribunal (au moins) un autre groupe de prévenus. Cependant dès décembre 1946 cela ne sembla plus envisageable. La décision officielle de s'en tenir à ces 28 personnes fut prise immédiatement après la fin du procès.

### L'empereur préservé
Dès avant la fin du conflit, les questions de la responsabilité de l'empereur d'une part et de l'institution impériale en tant que telle d'autre part, avaient été l'objet de réflexions et de débats par différentes autorités américaines mais aussi alliées (il y avait d'ailleurs eu un précédent célèbre à la suite de la Première Guerre mondiale : celui de Guillaume II que le traité de Versailles avait voulu, en vain, faire comparaître devant des juges). De leur côté, les diplomates japonais à la recherche d'une issue furent longtemps opposés à une reddition sans condition notamment par crainte de mettre en danger ainsi l'empereur et l'institution impériale (à cet égard, l'acte de reddition, s'il appelait à la reddition inconditionnelle aux Puissances Alliées du Quartier général impérial japonais, de toutes les forces armées japonaises et de toutes les forces armées sous contrôle japonais, ménageait habilement l'avenir en posant : Dans la direction de l'État, l'autorité de l'Empereur et du Gouvernement japonais sera subordonnée à celle du Commandant Suprême des Puissances Alliées… ce qui n'excluait pas d'envisager le maintien de l'institution impériale),.
Les Américains étaient encore très partagés sur ces points non seulement au moment même de la reddition, mais aussi dans les mois qui suivirent : des déclarations, des directives officielles contradictoires furent publiées, tandis que des discussions officieuses se déroulaient. L'opinion de MacArthur sur ces points semble s'être formée dès mai 1945 aussi son entretien informel avec Hirohito à l'ambassade américaine le 27 septembre, tout important qu'il fut, n'aura fait que confirmer son opinion. Du côté japonais, seuls les communistes appelaient au jugement de Hirohito (et même de l'impératrice) ; plusieurs voix cependant évoquaient l'abdication de l'empereur, comme Naruhiko Higashikuni ou encore Fumimaro Konoe (qui voyaient dans l'abdication un moyen pour Hirohito d'échapper à un éventuel jugement). Le prince Higashikuni accorda notamment une entrevue au Yomiuri-Hôchi, reprise en mars 1946 dans le New York Times, au cours de laquelle il déclara avoir suggéré à l’Empereur « trois moments propices » pour son abdication et que le prince Nobuhito Takamatsu, frère de Hirohito, servira probablement comme régent jusqu’à la majorité du prince héritier Akihito en raison de la maladie du prince Yasuhito Chichibu.
Finalement, c'est le point de vue de MacArthur — proposé depuis longtemps par d'autres personnes et notamment par Hugh Borton au Département d'État — qui devait prévaloir,. Cela fut encore évoqué dans la presse le 18 janvier 1946 : le maintien de l'empereur étant considéré comme nécessaire à la stabilité du Japon dévasté et occupé, non seulement l'empereur ne serait pas accusé, mais il ne devrait même pas comparaître comme témoin au tribunal. En échange, et comme un premier pas vers la redéfinition des pouvoirs de l'empereur que devra prévoir la nouvelle Constitution du Japon alors encore à l'état de projet, il fut obtenu de l'empereur qu'il renonce à son statut divin (déclaration du 1er janvier 1946).
Pour rendre acceptable cette non-inculpation de l'empereur — qui ne fut connue du public que le 18 juin 1946 par une déclaration officielle du procureur en chef Keenan — il fut décidé de le présenter comme une autorité purement symbolique, tenu à l'écart des affaires du monde, sans aucun pouvoir de décision : cela exigea une certaine coopération des accusés eux-mêmes, tout autant que la non-comparution des proches de l'empereur dont certains pourtant s'étaient très directement compromis.
Ainsi, en raison d'un pacte de collaboration conclu entre MacArthur et l'empereur Hirohito, ce dernier conserva son poste en dépit de nombreuses pressions d'abdication provenant même de membres de sa famille,. En vertu de cet accord, des membres de la famille impériale impliqués dans la commission de crimes de guerre ou dans la conduite des opérations militaires ne furent pas inquiétés : les frères de l'empereur, Yasuhito Chichibu, maître d'œuvre de l'opération Lys d'or, et Nobuhito Takamatsu ou encore des parents plus éloignés comme le prince Hiroyasu Fushimi, le prince Naruhiko Higashikuni, le prince Yasuhiko Asaka, instigateur du massacre de Nankin et le prince Tsuneyoshi Takeda.
Ce souci de la préservation de l'empereur, tout partagé qu'il pût être par les accusés eux-mêmes — du moins assurément par certains d'entre eux — demandait à ce qu'aucun des témoignages lors des séances du Tribunal ne laisse supposer que l'empereur ait pu prendre part aux décisions.

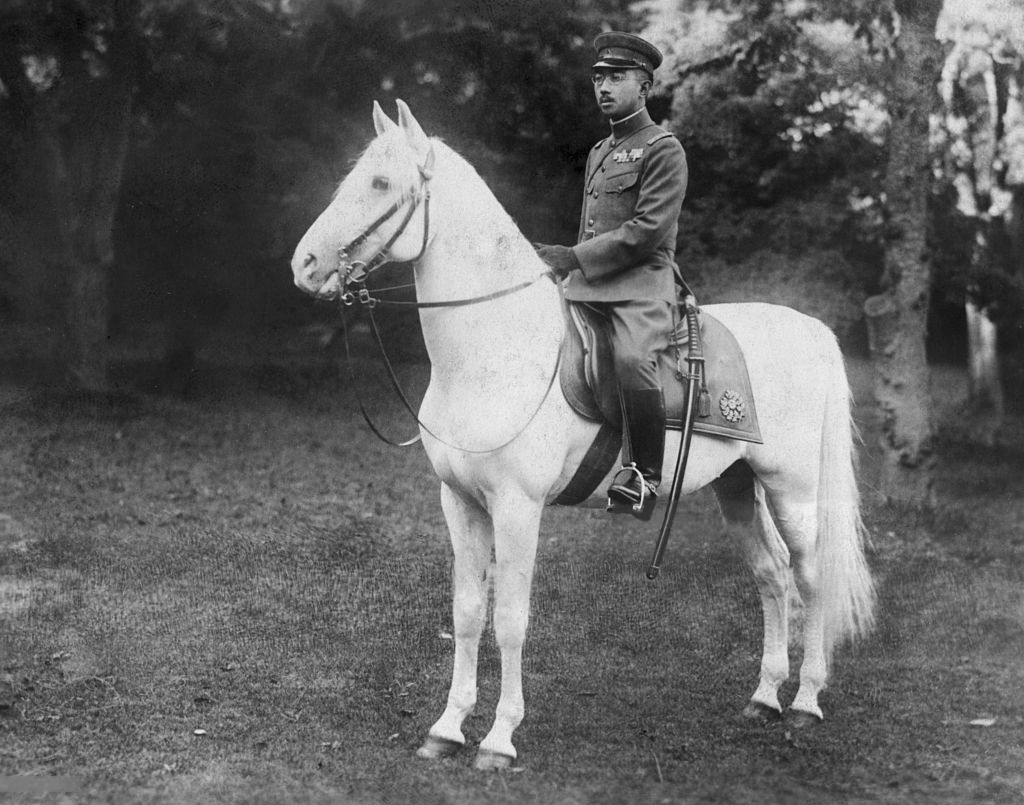
Hirohito et l'étalon impérial Shirayuki.

### L'unité 731 occultée
De plus, les membres de l'unité de recherche bactériologique Unité 731, comme Shiro Ishii, ne furent pas inquiétés en échange d'informations sur les résultats de leurs « travaux » dont il ne fut fait mention devant le tribunal qu'à une très brève occasion et de façon très lacunaire.
La preuve de la poursuite effleura le dossier des armes bactériologiques lorsqu'un procureur déposa en preuve un affidavit du soldat déserteur Hataba, ancien membre de l'unité 1644. Cet affidavit censuré contenait une mention de trois phrases relatives à l'injection de sérum empoisonné à des civils de Nanjing. Questionné par le Président du Tribunal, le juge Webb, qui s'inquiéta de la portée de cette affirmation, et réalisant son erreur d'inattention, le procureur déclara ne pas avoir de preuve supplémentaire à offrir sur cette allégation. Conséquemment, la mention fut donc retirée du procès-verbal à la demande de la défense par le juge Webb.
En 1981, le Bulletin of the Atomic Scientists publia un article par John W. Powell expliquant en détail les expérimentations de l'Unité 731 et les tests à l'air libre sur les populations civiles. Cet article était accompagné d'un mot du juge néerlandais B. V. A. Röling, dernier survivant du Tribunal, qui notait : « Comme membre du Tribunal, c'est pour moi une expérience amère d'être informé aujourd'hui que des actes criminels de la nature la plus abjecte, ordonnés par le gouvernement central du Japon, ont été tenus à l'écart de la Cour par le gouvernement des États-Unis ».

### Autres exemptions
De nombreux criminels ont bénéficié des rivalités entre les forces nationalistes de Chiang et les communistes de Mao pour échapper à la justice. Mentionnons parmi eux le général Yasuji Okamura, instigateur des maisons de confort où étaient employées les femmes de réconfort et maître d'œuvre de la Politique des Trois Tout (三光作戦, Sankō Sakusen, « tue tout, brûle tout, pille tout »), une stratégie de la terre brûlée, ou encore Masanobu Tsuji, instigateur du massacre de Singapour et complice de la marche de la mort de Bataan.

## Le déroulement du procès
Le tribunal était localisé au centre de Tokyo — quartier d'Ichigaya — dans les anciens bâtiments de l'académie militaire qui avait accueilli pendant la guerre le quartier général de l'Armée de terre. La disposition de la salle du tribunal était semblable à celle de Nuremberg.
La première audience se tient le 3 mai 1946. Les audiences étaient publiques.

### Le crime contre la paix: une innovation qui fit débat
La défense contesta rapidement — mais finalement en vain — les fondements juridiques de cette accusation : ce crime n'ayant pas d'existence juridique avant la création du tribunal, le principe de la non-rétroactivité des lois aurait dû interdire qu'on s'en servît contre les prévenus. Il leur fut opposé divers traités internationaux : la Seconde conférence de La Haye de 1907, le Traité de Versailles de 1919, le Pacte Briand-Kellog de 1928 (qu'avait signé le Japon).
Tous les accusés furent reconnus coupables de ce crime, pour l'une ou l'autre des guerres entreprises par le Japon.

### L'établissement de la preuve
Étant donné la rareté des documents écrits, en raison notamment des destructions opérées par les autorités japonaises juste avant l'arrivée des Américains, furent admis comme preuves des documents à l'authenticité parfois contestables comme le mémorandum Tanaka (1927) par exemple.

### Les Japonais et le procès
Le gouvernement américain et le SCAP étaient attentifs aux réactions de l'opinion publique japonaise — tout encadrée qu'elle ait pu être — à la nouvelle du procès et au procès lui-même.
La tentative de suicide de Tojo fit sensation. Loin de susciter la compassion ou la révolte de la population, ce geste raté — et donc honteux au regard des sentiments d'honneur communément partagés — fut plutôt cause d'incompréhension et d'anxiété. Les Japonais auraient compris que Tojo se suicidât à l'annonce de la reddition ; qu'il le fît au moment où il était en position de défendre le Japon à la barre d'un tribunal fut vécu comme un dangereux abandon pouvant placer l'empereur exposé en première ligne. À mesure que la presse — soumise à la censure américaine depuis le 11 septembre — rapportait les crimes perpétrés par les troupes japonaises, se répandit dans la population le sentiment d'avoir été trompée par les militaires et les bureaucrates : les nouvelles des arrestations n'excitèrent pas la passion des foules par ailleurs aux prises avec un quotidien très difficile.
L'attachement à la personne de l'empereur était très fort (les opinions activement émises par les communistes japonais n'ayant qu'une faible audience). Le gouvernement de Naruhiko Higashikuni voulut s'appuyer sur ce sentiment pour enrayer le mouvement de libéralisation impulsé par les Américains : à la suite de l'émoi suscité par la publication dans la presse d'une photo présentant l'empereur et MacArthur (lors de leur célèbre entrevue du 27 septembre), le ministre de l'intérieur Yamazaki Iwao tenta, le 29 septembre, de saisir les journaux en cause. Les Américains réagirent fortement en émettant une directive — SCAPIN 66 — antidatée du 27 septembre — mettant fin notamment au crime de lèse-majesté encore en vigueur ; de plus, ils exigèrent la démission de Yamazaki Iwao ; le 4 octobre la directive SCAPIN 93 prolongea les dispositions prises le 27 septembre. Naruhiko Higashikuni présenta alors la démission de son gouvernement le 5 octobre.
Les sentiments à l'égard de Tojo évoluèrent favorablement car s'attachant à défendre la politique menée par le Japon il ne centrait pas sa défense directement autour de ses intérêts personnels à la différence des autres accusés.
En fait, comme l'exposa un rapport produit par les autorités américaines en août 1948, l'acceptation du Procès par les Japonais, loin de témoigner d'une réévaluation critique du passé résultait plus d'un trait culturel largement partagé voulant que le vaincu soit totalement soumis au vainqueur… trait qui avait justement été précédemment la cause de bien des horreurs (ainsi que le releva le juge Röling à l'issue du Procès).

## Le verdict

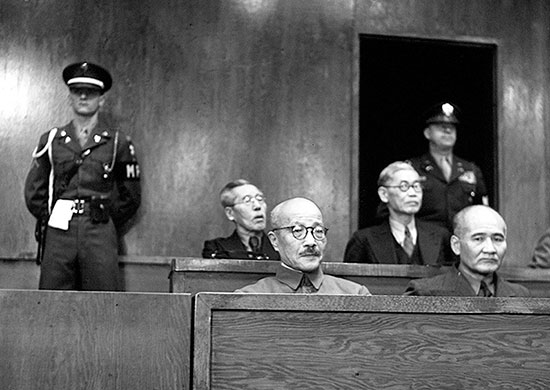
Accusés au Tribunal militaire international pour l'Extrême-Orient : (première rangée, de gauche à droite) Premier ministre japonais Tojo Hideki, l'amiral Oka Takazumi, (dernière rangée, de gauche à droite) Président du Conseil privé du Japon Hiranuma Kiichiro, ministre des Affaires étrangères du Japon Togo Shigenori

Si les débats prirent fin le 6 avril 1948, il fallut plusieurs mois aux juges pour rédiger leur jugement qu'ils rendirent public du 4 au 12 novembre 1948. Yōsuke Matsuoka et Osami Nagano étant morts de causes naturelles, respectivement de tuberculose et d'une attaque cardiaque, pendant le procès, Okawa Shumei ayant été interné pour troubles mentaux dès le début de la procédure, le verdict ne concerna que 25 accusés sur les 28. Tous furent déclarés coupables, un verdict qui se démarque de Nuremberg où il y eut des acquittements. Des cinquante-cinq chefs d'accusation — soit par insuffisance de preuves soit par amalgame de charges voisines — seuls dix furent évoqués dans le verdict, huit au titre de guerre d'agression, deux au titre d'atrocités.
Aussitôt, les défenseurs introduisent un recours auprès du général MacArthur (au titre de l'article 17 de la Charte) qui, après consultation du Conseil Interallié pour l'Extrême-Orient le 22 novembre, confirme finalement la décision du tribunal le 24 novembre. Sept condamnés tentèrent encore de saisir la Cour suprême des États-Unis, qui se déclara finalement incompétente le 20 décembre.
L'exécution des sept condamnés à la peine de mort suivit aussitôt. Ils furent pendus le 23 décembre 1948 dans la prison de Sugamo. Il s'agissait de :
- Kenji Doihara, ex général ;
- Koki Hirota, ex premier ministre ;
- Heitarō Kimura, ex général ;
- Seishirō Itagaki, ex ministre de la guerre ;
- Iwane Matsui, ex général ;
- Akira Mutō, ex général ;
- Hideki Tōjō, ex premier ministre.

Aucune photographie de l'exécution ne fut permise. Les corps des condamnés sont incinérés. Selon un document des archives nationales américaines, déclassifié en 2018, les cendres sont dispersées dans l'océan Pacifique, 30 milles à l'est de Yokohama afin de prévenir toute commémoration ultérieure des nationalistes qui les glorifieraient comme des martyrs. Jusqu'alors, l'hypothèse était que leurs cendres dispersées par avion au-dessus de la baie de Tokyo autour d'une tombe ; une source japonaise plus tardive prétend toutefois qu'une partie des cendres, soustraite à cette dispersion, aurait été enterrée près de Nagoya en 1960.
Tous les autres prévenus furent condamnés à des peines d'emprisonnement de 7 ans (Mamoru Shigemitsu), 20 ans (Shinegori Togo), ou à perpétuité (Sadao Araki, Kingoro Hashimoto, Shunroku Hata, Kiichiro Hiranuma, Naoki Hoshino, Okinori Kaya, Kōichi Kido, Kuniaki Koiso, Jiro Minami, Takazumi Oka, Hiroshi Oshima, Kenro Sato, Shigetaro Shimada, Toshio Shiratori, Teiichi Suzuki, Yoshiro Umezu). Kuniaki Koiso, Toshio Shiratori, Yoshijiro Umezu et Shigenori Tōgō moururent en prison durant leur peine.
Le 24 décembre 1948, à la suite d'une décision du gouvernement américain mais contre l'avis de MacArthur, dix-neuf prévenus accusés de crime de guerre de classe A furent libérés (six autres étaient morts en détention — comme le général Hayao Tada — ou avaient été libérés plus tôt) : les juristes pensaient qu'il y avait peu de chances qu'ils soient condamnés au titre de crime de guerre de classe A suivant la jurisprudence établie par le procès de Tokyo (deux d'entre eux furent toutefois ultérieurement poursuivis de nouveau, cette fois pour crimes de guerre conventionnels). Okawa Shumei, qui avait recouvré ses esprits depuis longtemps, fut également libéré de son asile une semaine après ces exécutions.
Certains des hommes politiques suspectés de crime de guerre qui ne furent pas jugés par le tribunal purent reprendre une vie politique, après la fin de l'interdiction de participation aux affaires publiques, en 1952, comme Nobusuke Kishi qui fut premier ministre en 1957, ou Ryōichi Sasakawa.

## Les suites du procès
En 1949, la ville de Khabarovsk sera le lieu des Procès de Khabarovsk, où furent jugés douze criminels de guerre japonais, anciens membres de l'Armée japonaise du Guandong pour l'utilisation d'armes biologiques produites par l'Unité 731 dans la région de Changde pendant la Seconde Guerre mondiale.
Le premier février 1950, les Soviétiques appellent les États-Unis et leurs alliés à instituer un tribunal d'exception pour juger l'empereur ainsi que quatre généraux japonais, dont Ishii, au titre de crime contre l'humanité. Un refus leur est notifié par le biais d'un communiqué de presse en date du 3 février.
Le 7 (17) mars 1950 le commandement américain publie la circulaire no 5 Clemency for War Criminals prévoyant la libération anticipée de prisonniers ayant fait preuve de bonne conduite. Mamoru Shigemitsu profite de cette disposition : il est relâché sur parole le 21 novembre 1950.
Par le Traité de San Francisco — signé le 8 septembre 1951, qui prendra effet le 28 avril 1952 — le Japon s'est engagé à respecter le verdict du tribunal (en comparaison, l'attitude du gouvernement de la République fédérale d'Allemagne sera beaucoup plus ambiguë concernant le Procès de Nuremberg ; à l'inverse, le gouvernement allemand conduira lui-même quelques procès après son indépendance, ce que ne fit pas le Japon).
Dans les années 1950 s'exprima un mouvement demandant l'aménagement des peines prononcées, voire l'amnistie des condamnés. Plus de dix millions de personnes pétitionnèrent en faveur des criminels de guerre emprisonnés.
Le 16 juin 1952, le baron Kiichiro Hiranuma est libéré sur parole pour raisons de santé.
Le 4 septembre 1952, le Président Harry Truman émet l'ordre exécutif no 10393 instituant un comité chargé d'examiner les demandes d'atténuation des peines formulées par le gouvernement japonais,.
À compter de 1954, les condamnés furent libérés par le nouveau Parti libéral démocrate et le retour au pouvoir d'anciennes personnalités influentes du régime shôwa comme Ichiro Hatoyama et Nobusuke Kishi[réf. nécessaire]. En 1954, Hashimoto Kingorô, Hata Shunroku, Minami Jirô, et Oka Takazumi furent libérés sur parole. Araki Sadao, Hoshino Naoki, Kaya Okinori, Kōichi Kido, Ôshima Hiroshi, Shimada Shigetarô, et Suzuki Teiichi le furent en 1955. Satô Kenryô, pourtant un des condamnés dont la condamnation était la plus discutée, ne fut libéré qu'en mars 1956. Cette libération permit à certains criminels d'occuper à nouveau des postes très importants dans l'administration japonaise, comme Mamoru Shigemitsu qui fut ministre des Affaires étrangères du gouvernement.
Ces libérations anticipées (ainsi que les cas non traités, comme la responsabilité de Hirohito) furent le reflet de la politique ambiguë des États-Unis vis-à-vis du Japon. La guerre froide battant son plein (avec la guerre de Corée), il fallait faire du Japon un pays allié et le meilleur moyen était de tourner la page le plus rapidement possible. Cela favorisa certainement la montée d'un révisionnisme japonais sur les crimes de guerre commis par le Japon.
En 1978 les « âmes » de 14 personnes exécutées comme criminels de guerre de classe A furent « accueillies » dans le sanctuaire Yasukuni.

## Un procès critiqué
Certaines critiques furent formulées par les juges eux-mêmes. En effet, le jour même du prononcé du jugement, pas moins de cinq juges - sur onze - exprimèrent des jugements séparés : le juge indien Radhabinod Pal (qui avait arraché ce droit d'émettre un jugement séparé, initialement non prévu par la Charte, et déclara qu'il fallait acquitter tous les prévenus), le juge français Henri Bernard, le juge hollandais B. V. A. Röling, le juge philippin Delfin Jaranilla et même le président du tribunal, le juge Webb.
Pour Dower, « même les pacifistes japonais qui ont endossé les idéaux de Nuremberg et de Tokyo et qui ont travaillé à documenter et à rendre publiques les atrocités du régime shôwa, ne peuvent justifier la façon dont les procès sur les crimes de guerre ont été menés ; pas plus qu'ils ne peuvent défendre la décision américaine d'exonérer l'empereur de sa responsabilité pour la guerre et ensuite, au sommet de la guerre froide, de libérer et peu après d'embrasser des criminels de guerre d'extrême-droite accusés comme le futur premier ministre Nobusuke Kishi ».
Plusieurs historiens critiquent cette décision d'exonérer l'Empereur et la famille impériale de poursuites criminelles. Selon l'historien John W. Dower, « la campagne menée à bien pour absoudre l'Empereur de sa responsabilité à l'égard de la guerre ne connut pas de limite. Hirohito ne fut pas seulement présenté comme étant innocent de tout action formelle qui aurait pu le rendre susceptible d'une inculpation comme criminel de guerre, il fut transformé en une sorte d'icone sainte ne portant même aucune responsabilité morale pour la guerre ». Selon Herbert P. Bix, « les mesures réellement extraordinaires entreprises par MacArthur pour sauver Hirohito d'un jugement comme criminel de guerre eurent un impact persistant et profondément distordant dans la compréhension des Japonais à l'égard de la guerre perdue », Immédiatement à son arrivée au Japon, (le brigadier-général) Bonner Fellers se mit au travail pour protéger Hirohito du rôle qu'il avait joué pendant et à la fin de la guerre », et « permit aux principaux criminels de coordonner leur version des faits afin que l'empereur échappe à une inculpation ».

## Ce qu'apporta ce tribunal
Tout comme le Tribunal de Nuremberg, le tribunal de Tōkyō fut très politique mais il permit de juger de nombreux criminels ; avec ses 11 juges, 12 procureurs, sa durée (2 ans et demi), son jugement de 1 200 pages, ses comptes rendus de 124 volumes, il eut une ampleur supérieure à celui de Nuremberg par certains aspects. Ces deux tribunaux participèrent à l'effort pour l'établissement d'une justice internationale pénale (voir l'article sur la Cour pénale internationale).
Les premières initiatives des Nations unies en la matière furent d'ailleurs contemporaines du procès de Tokyo : d'abord, les résolutions du 11 décembre 1946 adoptèrent comme fondement le statut et la juridiction du Tribunal de Nuremberg. En 1947, Henri Donnedieu de Vabres, le représentant français auprès de la « commission pour le développement progressif du droit international et sa codification » nouvellement créée soumit, en vain, un mémorandum contenant son Projet de création d'une juridiction criminelle internationale. Une résolution du 21 novembre 1947 confia à une Commission du droit international (CDI) le soin d'élaborer un code des crimes contre la paix et la sécurité de l'humanité.
La Charte du Tribunal militaire international de Tokyo n'a été ni ratifiée, ni publiée en France.

## Dans les arts et la culture populaire

### Filmographie

#### Cinéma
- 2006 : The Tokyo Trial de Gao Qunshu vu sous l'angle du juge chinois Ju-Ao Mei.

#### Télévision

##### Documentaire
- 2016 : De Nuremberg à Tokyo de Tim Toidze.
- 2020 : L'épisode 1946. Le long procès de Tokyo de Mystères d'archives revient sur ce procès.

##### Série
- 2016 : Tokyo Trial en quatre épisodes produite par la NHK et NETFLIX retrace le procès en suivant les juges et leurs travaux, en mélangeant images d'archives et de fiction[45].